# أ. دي. رايس
أ. دي. رايس هو سياسي أمريكي، ولد في 2 فبراير 1818، وتوفي في 10 أكتوبر 1869. انتخب عمدة دالاس، تكساس ‏.